# Ꞥ
Cette page contient des caractères spéciaux ou non latins. S’ils s’affichent mal (▯, ?, etc.), consultez la page d’aide Unicode.
Pour l’article homonyme, voir N barré.
Ꞥ (minuscule ꞥ), ou N barre oblique est une lettre additionnelle qui était utilisée dans l'écriture du letton jusqu’en 1921 lorsqu’elle est remplacée par le N virgule souscrite ‹ Ņ › et dans l’écriture du zoque (variantes tsuni et ode). Elle est formée d’un N diacrité par une barre inscrite oblique. Il ne doit pas être confondu avec le N barré horizontalement horizontalement ou le N barré diagonalement.

## Représentation informatique
Le N barré peut être représenté avec les caractères Unicode suivants :
- capitale Ꞥ : U+A7A4 ;
- minuscule ꞥ : U+A7A5.